# 19916 Donbass
19916 Donbass este un asteroid din centura principală, descoperit pe 26 august 1976, de Nikolai Cernîh.